# Strada militare georgiana

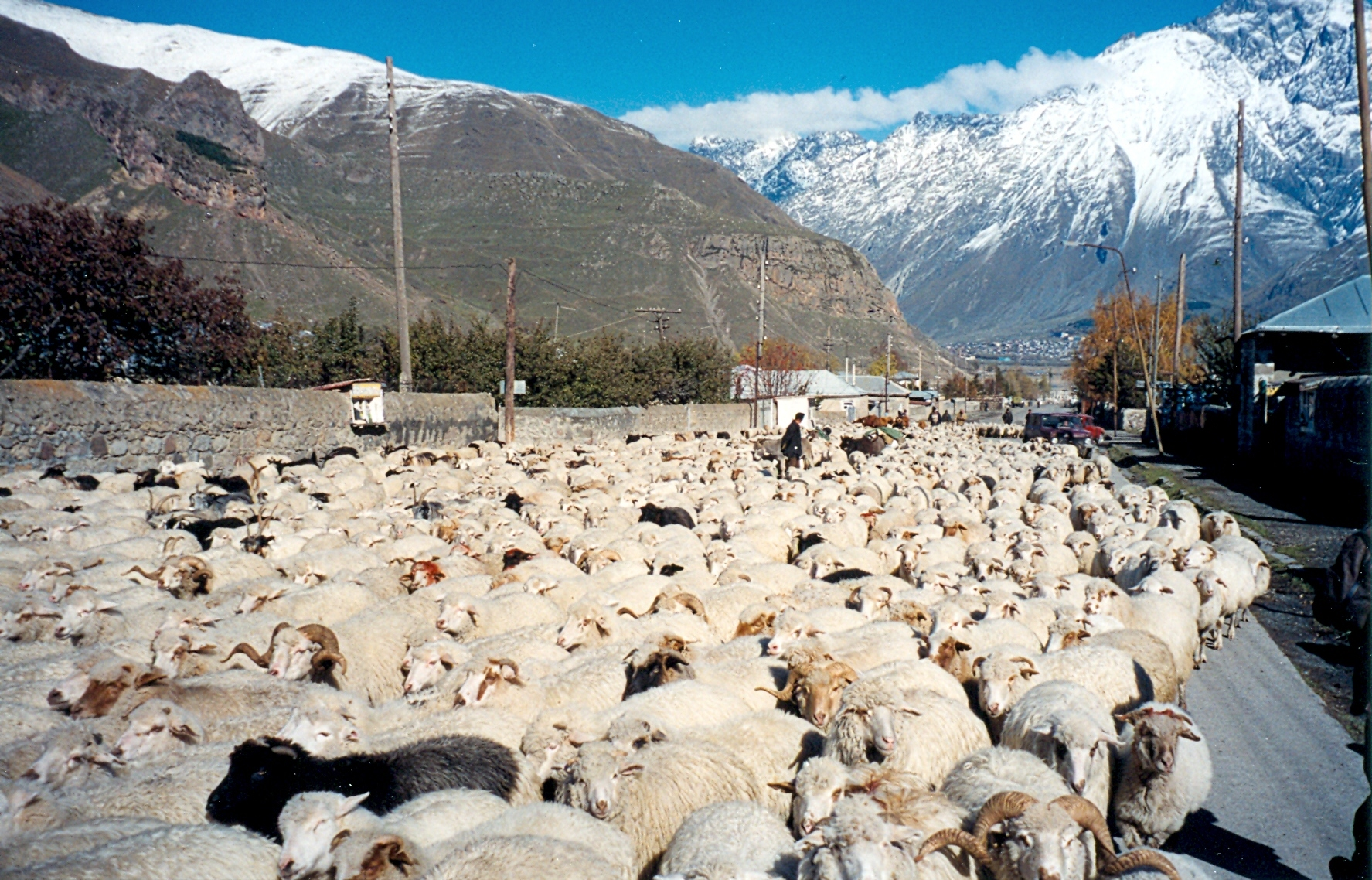
In viaggio in direzione nord lungo la Strada Militare Georgiana.

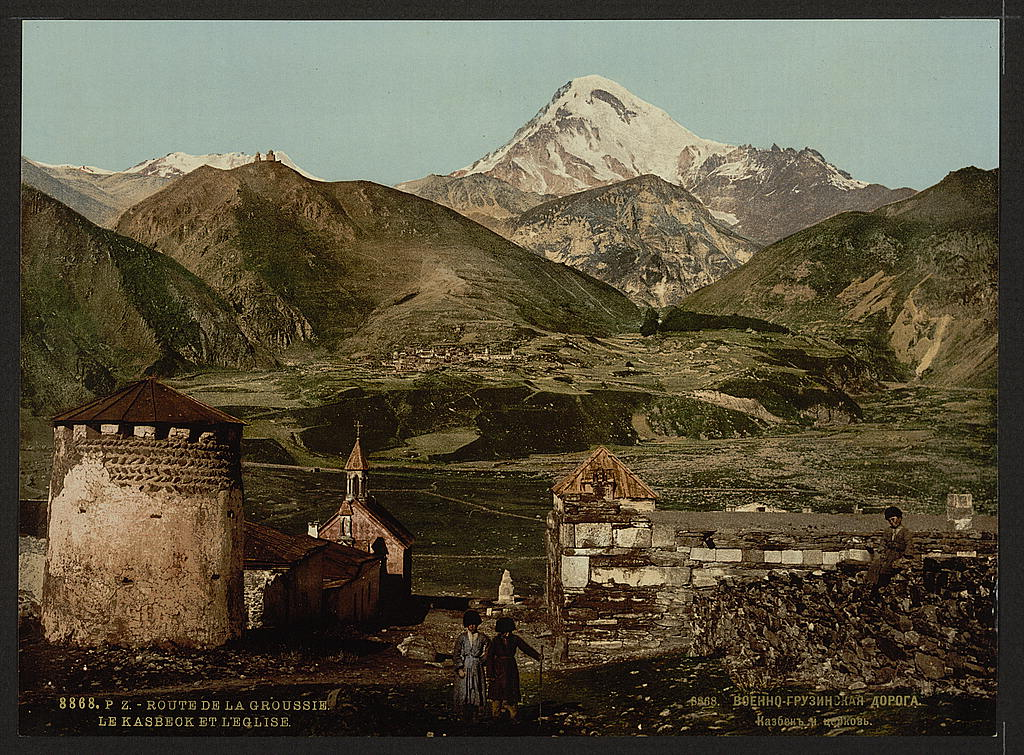
La strada è presente in diversi romanzi famosi, in particolare Un eroe del nostro tempo.

La Strada militare georgiana o Autostrada militare (in georgiano საქართველოს სამხედრო გზა?, [sakartvelos samkhedro gza], in russo Военно-Грузинская дорога?, in osseto Арвыкомы фæндаг [Arvykomy fændag]) è il nome storico di un'importante strada attraverso il Caucaso dalla Georgia alla Russia. I percorsi alternativi attraverso le montagne includono la strada militare osseta e la Transkam.

## Itinerario

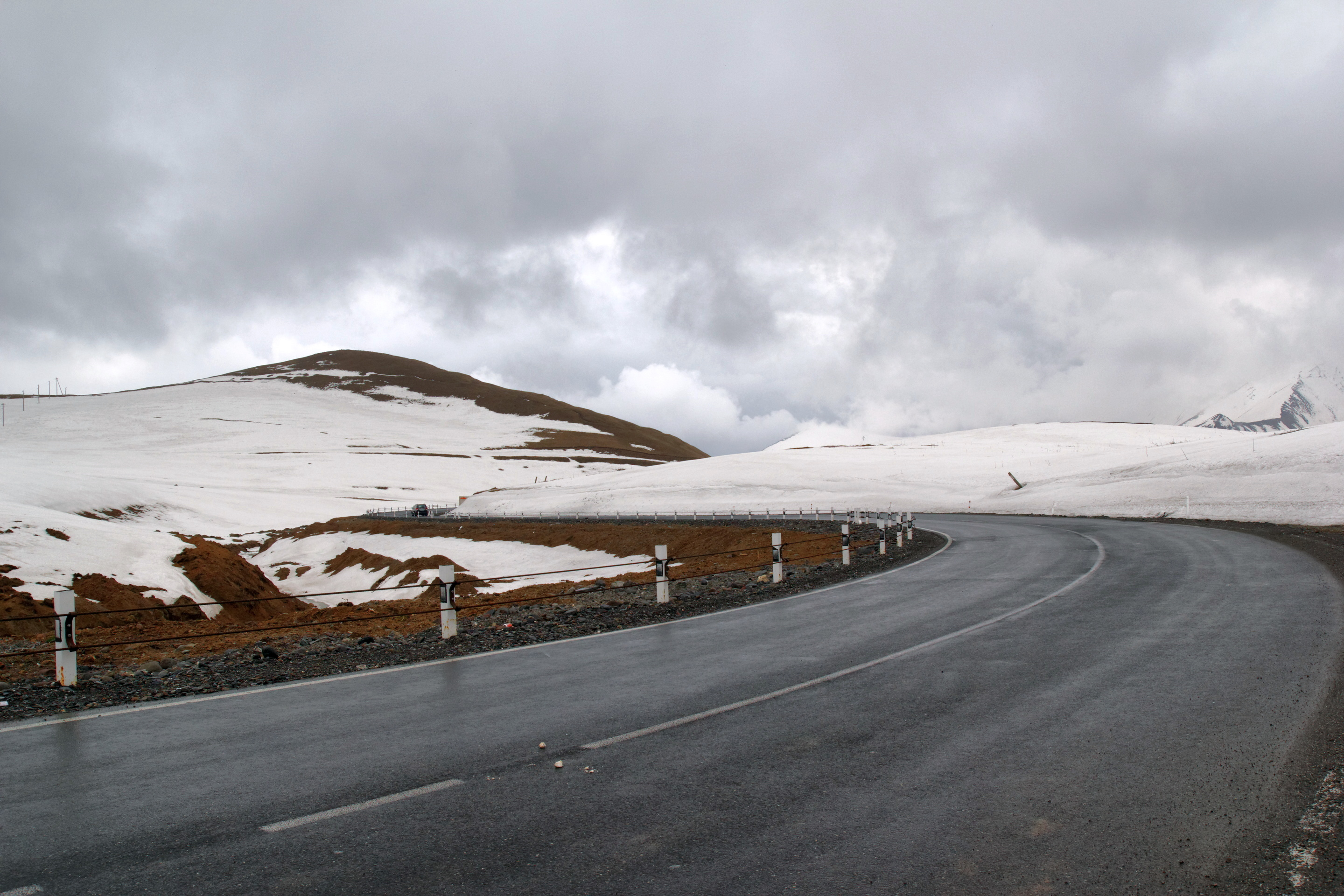
La parte più alta della Strada Militare Georgiana al passo di Jvari (Krestovy). La foto è stata scattata nel mese di maggio

La Strada militare georgiana (lunga circa 212 chilometri) corre tra Tbilisi (Georgia) e Vladikavkaz (Russia) e segue il percorso tradizionale utilizzato dagli invasori e dai commercianti nel corso dei secoli. Da Vladikavkaz, la strada si snoda verso sud risalendo la valle del Terek prima di passare per la gola di Darial (che segna il confine tra Russia e Georgia). Quindi passa il monte Kazbek e la chiesa della Trinità di Gergeti prima di dirigersi a sud-ovest attraverso la regione georgiana di Khevi fino al passo di Jvari, dove raggiunge la sua altitudine massima di 2.379 metri (7.815 piedi) alle coordinate 42°30′15.12″N 44°27′13.68″E. La strada passa per il Monumento dell'amicizia Russia-Georgia, un grande monumento in cemento costruito nel 1983 per commemorare le relazioni tra i due paesi e il bicentenario del Trattato di Georgievsk. 
La strada poi gira verso sud-est, seguendo il fiume Tetri Aragvi attraverso Mtiuleti fino alla città di Pasanauri, prima di dirigersi verso sud. Passa quindi sotto le mura della fortezza medievale di Ananuri prima di tagliare l'ampia pianura alluvionale del Tetri Aragvi fino a un punto appena a nord della storica capitale della Georgia, Mtskheta, dove si fonde con la principale autostrada est-ovest della Georgia (la E60). In questa forma, la strada militare georgiana continua tecnicamente lungo la riva destra del fiume Kura (Mtkvari) prima di raggiungere la vicina Tbilisi.
L'edizione del 1914 della guida Russia di Baedeker descrive la strada militare georgiana come "una delle strade di montagna più belle del mondo" e menziona il fatto che, già dalla sua data di pubblicazione, "l'omnibus a motore della Société française des transports automobiles du Caucase fa regolarmente la tratta dal 15 aprile al 15 ottobre, [eseguendo] il viaggio in 10 ore».

## Storia
I popoli hanno usato questo percorso fin dall'antichità e sia Strabone (nella sua Geografia) che Plinio il Vecchio la menzionano. Le truppe russe la percorsero per la prima volta nel 1769. Pavel Potemkin inviò 800 soldati per migliorare la strada in modo che nell'ottobre 1783 potesse guidare a Tiflis in una carrozza trainata da otto cavalli. La strada militare georgiana nella sua forma attuale fu iniziata dall'esercito russo nel 1799, dopo che i georgiani avevano ripudiato secoli di sovranità persiana ed erano diventati un protettorato russo con il Trattato di Georgievsk del 1783. Il controllo russo dell'autostrada militare georgiana nel centro del Caucaso divise la guerra del Caucaso (1817-1864) nella guerra russo-circassa (1763-1864) a ovest e nella guerra dei muridi a est.
Dopo che l'Impero russo annesse ufficialmente il Regno di Georgia nel 1801, lo zar Alessandro I ordinò al generale Aleksey Petrovich Yermolov, comandante in capo delle forze russe nel Caucaso, di migliorare la superficie stradale per facilitare il movimento delle truppe e le comunicazioni. Quando Yermolov annunciò il completamento dei lavori nel 1817, l'autostrada fu annunciata come il "Sempione russo". Tuttavia, i lavori continuarono fino al 1863. A quel punto, era costato £ 4.000.000 (una somma sbalorditiva nel 1860) ma secondo Bryce nel 1876 il lavoro era di alta qualità, con due o tre corsie e "ponti di ferro sui torrenti", qualcosa che considerato sorprendente dato che all'interno della Russia vera e propria in quel momento le strade decenti erano praticamente inesistenti.
La strada militare georgiana svolse un ruolo importante nello sviluppo economico della Transcaucasia e nella guerra russo-circassa.

## La strada militare georgiana oggi
L'importanza della strada militare georgiana come via di transito è diminuita negli ultimi anni, principalmente a causa dei ritardi al valico di frontiera tra Russia e Georgia, dei disastri naturali come le frane e della chiusura definitiva del valico di frontiera da parte della Russia nel 2006.
Tuttavia, dal 2013, quando la Russia ha finalmente accettato di riaprire il suo lato del confine a seguito delle richieste armene, la strada è tornata ad essere un'importante arteria di trasporto, principalmente per gli autotreni che collegano l'Armenia e la Russia.
Al 2015 l'estremità georgiana della strada è spesso intasata di camion, apparentemente a causa del tempo necessario affinché i veicoli in transito in Georgia siano ammessi in Russia.